# Caprella trispinis
Caprella trispinis is een vlokreeftensoort uit de familie van de Caprellidae. De wetenschappelijke naam van de soort is voor het eerst geldig gepubliceerd in 1889 door Honeyman.